# Indiana Jones and the Infernal Machine
Indiana Jones and the Infernal Machine és un videojoc d'acció i aventura de LucasArts publicat el 1999. És el primer joc en 3D de la saga, la seva jugabilitat se centra en la resolució de trencaclosques, la lluita contra els enemics i la realització de diverses seccions de plataformes. La història es fixa al 1947, nou anys després dels esdeveniments de Indiana Jones i l'última croada, i posa el protagonista, l'aventurer Indiana Jones, contra la Unió Soviètica. En una cursa per una font d'energia mitològica babilònica, s'uneix amb l'Agència Central d'Intel·ligència i recull quatre peces de la Màquina Infernal, un dispositiu antic que suposadament obre un portal a una altra dimensió.
El títol va ser dissenyat, escrit i dirigit per Hal Barwood qui va considerar la franquícia de Indiana Jones una saga perfecte per al gènere d'acció i aventura. Inicialment va ser desenvolupat per als sistemes operatius de Microsoft Windows, el joc més tard va rebre una versió per la Nintendo 64 desenvolupat conjuntament amb Factor 5 publicat exclusivament a l'Amèrica del Nord, així com una versió en 2D per la Game Boy Color creat per HotGen. Infernal Machine va rebre comentaris generalment favorables, després d'haver estat elogiat per la seva història detallada i dissenys de nivell treballats, encara que àmpliament criticats pel seu tosc sistema de control.

## Jugabilitat
Infernal Machine és una acció-aventura i, per tant, compta amb un híbrid de diverses mecàniques de joc. El jugador veu a Indiana Jones a partir d'una perspectiva en tercera persona i el controla a través de 17 nivells en un món 3D totalment poligonal. Un element recurrent de Infernal Machine són seccions de plataformes, per a les quals cal una combinació de córrer, salt, escalada i ús del fuet propi del protagonista. A més, es troben diversos enemics humans, animals i sobrenaturals durant el transcurs del joc, que el jugador pot lluitar amb nombrosos armes de foc, el fuet esmentat, i un matxet. A més d'aquests obstacles, el joc se centra fonamentalment en la solució trencaclosques i descobrir tresors. Alguns nivells inclouen rols temàtics per a vehicles, com ara ràfting, excursions en jeep, i persecucions en vagonetes. L'objectiu principal del joc és recollir quatre parts de la màquina per completar la Màquina Infernal.

## Argument
La història del joc es fixa en 1947 i representa l'arqueòleg i aventurer Indiana Jones retornant a la seva carrera d'excavació després de la seva participació en la Segona Guerra Mundial. Sophia Hapgood, un vell amic d'Indiana i un membre de l'Agència Central d'Intel·ligència, el visita en el seu lloc d'excavació a Canyonlands, i li informa que els soviètics estan excavant les ruïnes de Babilònia. Dirigit pel Dr. Gennadi Volodnikov, un físic interessat en dimensions alternatives, l'objectiu dels soviètics és trobar una arma més poderosa que la bomba atòmica, donant-los un avantatge decidit a la Guerra Freda.
Sophia contracta a Indiana per investigar exactament què estan buscant els soviètics i viatja al seu lloc d'excavació a la província del Regne de l'Iraq. Allà s'uneix amb el cap de Sophia, Simon Turner i descobreix que Volodnikov busca el déu babilònic Marduk que viu en un altre pla dimensional anomenat Aetherium. Enmig de les ruïnes de l'Etemenanki, Indiana tradueix algunes tabletes antigues amb escriptura cuneïforme que expliquen la veritable història darrere de la Torre de Babel: 2600 anys enrere, Nabucodonosor II es va inspirar en Marduk per construir un gran motor, però els babilonis espantats van arrencar la torre que el contenia, portant quatre deixebles del déu a escapar amb algunes parts d'aquesta "Màquina Infernal".
Indiana s'embarca en un viatge per trobar aquestes parts de la màquina abans que els soviètics, i els recupera tots quatre d'un monestir a les muntanyes de la República Socialista Soviètica del Kazakhstan, un volcà actiu a Palawan a les Filipines, una vall olmeca a Mèxic, i una tomba propera a Meroë en els deserts del Sudan Angloegipci. Es troba confrontat per Volodnikov i Turner, que tots dos li demanen de lliurar les peces, ja que pensen que no estarien a l'abast de l'altre costat. Sense confiança en els seus companys americans, però optant pel mal menor, dona les parts a Sophia i Turner. Volodnikov diu que probablement seria millor d'aquesta manera, ja que Marduk es venjaria contra aquells que profanessin la màquina.
Alarmat, Indiana torna a la Sala de les Tabletes de Babilònia i troba una porta que ara obre les ruïnes cap al nucli de la Màquina Infernal. Es posa d'acord amb Sophia i Turner, la segona de les quals pretén convèncer l'altra dimensió de cooperar amb els Estats Units i utilitza les parts de la màquina per activar el motor. Ell empeny a la Sophia no disposada a convertir-se en una gàbia mística com a mitjà per enviar-la a l'Aetherium com a ambaixadora.Indiana no veu una altra manera que matar-lo per reclamar totes les parts i rescatar-la. No obstant això, la màquina activada va malament, i Indiana i Sophia són aspirades a un portal que condueix a l'altra dimensió. Allà, derrota al malintencionat Marduk i allibera Sophia de la seva gàbia. Després d'haver-se escapat a Babilònia, l'equip de Volodnikov, que té molta curiositat per descobrir si ha trobat Déu a l'altre costat, hi renuncia. A la següent conversa, el metge soviètic resulta ser molt menys extremista del que se suposa, i els tres van a la sortida del sol a la recerca d'una bona ampolla de vodka. Un nivell de bonificació porta a Indiana a tornar al temple peruà des de l'obertura de la pel·lícula A la recerca de l'arca perduda, i li fa trobar un altre ídol daurat en una habitació secreta.

## Rebuda
La versió de PC de Infernal Machine va rebre comentaris generalment favorables amb una puntuació mitjana del 73,60 per cent a GameRankings. Tot i que alguns crítics els va semblar que era massa semblant a Tomb Raider, el joc es va destacar per diferenciar-se de la sèrie esmentada, ja que es basava en la saga Indiana Jones, i depenen més fortament de la resolució de trencaclosques. IGN va felicitar el joc per la seva intriga i intrincada història. Eurogamer va compartir l'opinió i va declarar l'argument de "excel·lentment teixit", millorant la sensació de "ser part d'una pel·lícula de gran èxit". Computer and Video Games, Eurogamer, i IGN també van lloar Infernal Machine per als seus nivells, citant "excel·lentment dissenyats" i incloent "alguns dels dissenys més brillants […] vist en un joc d'aquest tipus". Mentre que IGN pensava que la varietat de trencaclosques proporcionades era suficient i va aplaudir la inclusió d'un sistema de pistes, GameSpot va trobar que molts dels trencaclosques del joc van centrar-se massa en la plataforma i va dir que esdevenien "bastant repetitiu, fins i tot previsible" després dels primers nivells. L'aspecte més criticat del joc per a PC a la majoria de revisions, però, són els controls. Eurogamer els va descriure com "enfurecedor de vegades", sobretot a causa de la seva defectuosa detecció de col·lisions en realitzar determinades accions. GameSpot va pensar que el sistema de control era massa espurios, insensible i lentament innecessari a causa dels retards entre els moviments.
Els gràfics, encara que baixos en polígons, es van rebre bé per les seves textures detallades i per les diverses ubicacions presentades. Eurogamer va declarar Infernal Machine "una de les millors aventures de tercera persona", i va aplaudir les seqüències cinemàtiques, dient que són "a la vora de la qualitat cinematogràfica de vegades". GameSpot va dir que els gràfics eren "no exactament a l'avantguarda", però "generalment bastant bons" a causa de les animacions "bastant suaus i convincents". IGN va elogiar els entorns per tenir-ne "molta més personalitat que la saga Tomb Raider". Eurogamer va citar algunes de les ubicacions "simplement impressionants", i GameSpot van trobar els nivells "estèticament ben dissenyades a causa d'arquitectures i decoracions de parets convincents". A més, la banda sonora va ser declarada per IGN a ser "una de les millors característiques del joc", basant-se en l'augment de l'impacte dramàtic al llarg del joc. Van aplaudir la gravació de veu per ser "cruixent i neta", tot i que estaven decebuts amb la dispersió de pistes musicals i els efectes de so ambientals. Allgame es va quedar impressionat pels efectes de les armes i la veu d'un idioma estranger per als soldats soviètics, mentre que Computer and Video Games va considerar decebedora la manca de Harrison Ford com la veu de Indiana Jones, encara que comprensible donat el seu elevat salari. Eurogamer va descobrir que els comentaris del personatge jugable eren molestos després d'una estona, però van quedar impressionats amb els sons ambientals i la música, afirmant que era "cosa d'experts", "millora encara més la sensació cinematogràfica del joc".
Malgrat les seves millores, la versió de Nintendo 64 també va sortir tan bé amb la crítica com l'original de PC, amb un 70,99 per cent a GameRankings i una puntuació deMetacritic de 75 de 100 punts. L'estil de control de la versió per a N64 va ser ben rebut per IGN per a l'addició de la gestió d'objectes amb el botó C i l'orientació en Z, inspirat a Ocarina of Time. Tot i que encara consideraven els controls "lents" i "una mica maldestre", els van felicitar per ser "més intuïtiu, més ajustat, més ràpid i tot més equilibrat" que les de la versió per a PC. GameSpot no va compartir aquests sentiments i va declarar l'adaptació dels controls de teclat al comandament de la consola en ser "bastant maldestres i poc intuïtius". IGN es va quedar impressionat amb el treball en les textures i la il·luminació i va trobar el títol "una de les més bonics" de Nintendo 64, més encara si s'utilitza el Expansion Pak per aconseguir gràfics d'alta resolució. No obstant això, els gràfics van rebre crítiques per les seves animacions de personatges de "fusta", baixades ocasionals de frame rate, i errors com pop-ups i col·locació de textures defectuoses. IGN va remarcar que el so era superior a la versió de PC, mentre que GameSpot va pensar que era igual que els gràfics superiors del port. A més, GameSpot va criticar la versió de Nintendo 64 pels nombrosos errors i bloquejos, un problema poc comú per a les versions de consola.
La versió per a Game Boy Color de HotGen va obtenir una puntuació mitjana del 73,80 per cent a GameRankings. GameSpot va detectar la seva devolució de trencaclosques, les pistes de trencaclosques i la manca de desenvolupament de la trama, però es va felicitar per les seves animacions i efectes de so nets. Allgame va quedar decebut amb el manual d'instruccions que era obligatori per entendre la trama majoritàriament inexistent del joc, i va criticar la decisió de fer que el jugador reiniciés un nivell en morir, així com el sistema de pistes, "molest". Nintendo Power ho va comparar amb la versió N64 declarant, "té gairebé tanta profunditat com el recent joc de N64 i molts menys problemes de control." Però descrivint-ho més com un joc de trencaclosques. "Trobareu totes les àrees del joc N64, però cada lloc s'ha creat amb el seu propi repte a GBC."